# Палецкіс Юстас Вінцас Юстович
Юстас Вінцас Юстович Палецкіс (нар. 1 січня 1942, місто Куйбишев, тепер Самара, Російська Федерація) — литовський державний діяч, дипломат, надзвичайний та повноважний посол Литви у Великобританії, Португалії та Ірландії, секретар ЦК КП Литви. Депутат Верховної ради (відновлювального Сейму) Литовської Республіки в 1990—1992 роках. Депутат Сейму Литовської Республіки в 1995 році. Член Європейського парламенту в 2004—2014 роках.

## Життєпис
Народився в родині литовського радянського державного та партійного діяча Юстаса Палецкіса, яка перебувала в евакуації на території РРФСР. Навесні 1945 року родина повернулася до Литви і замешкала у Вільнюсі.
З 1948 до 1952 року Юстас Вінцас Палецкіс навчався у Вільнюській початковій школі № 4, з 1952 до 1955 року — у Вільнюській чоловічій гімназії № 1, а з 1955 до 1959 року — у Вільнюській середній школі № 2 імені Саломеї Неріс.
У 1959 році вступив до Вільнюського державного університету на історико-філологічний факультет, через рік перевівся на факультет журналістики; закінчив його в 1964 році.
Ще студентом з 1960 року почав працювати спочатку репортером, а в 1963—1966 роках — кореспондентом, завідувачем відділу робітничої молоді в газеті — органі ЦК Литовського комсомолу «Komjaunimo tiesa» («Комсомольська правда»). Одночасно в 1963—1967 роках — член збірної Литовської РСР з водного поло.
Член КПРС з 1966 до 1990 року.
У 1966—1969 роках навчався у Вищій дипломатичній школі Міністерства закордонних справ СРСР у Москві. 
У 1969—1971 роках — третій секретар посольства СРСР у Швейцарії.
У 1971—1974 роках — другий секретар III Європейського відділу центрального апарату Міністерства закордонних справ СРСР.
У 1974—1982 роках — другий секретар, перший секретар, радник посольства СРСР у Німецькій Демократичній Республіці.
У 1982—1983 роках — заступник завідувача відділу преси центрального апарату Міністерства закордонних справ СРСР у Москві.
У 1983—1987 роках — заступник завідувача відділу інформації та зарубіжних зв'язків ЦК КП Литви.
У 1987—1988 роках — завідувач відділу культури ЦК КП Литви.
У 1988—1989 роках — завідувач ідеологічного відділу ЦК КП Литви.
22 грудня 1989 — 1990 року — секретар ЦК КП Литви з питань ідеології.
Член та заступник голови Демократичної партії праці Литви з 1990 до 1991 року. 
Член Соціал-демократичної партії Литви з жовтня 1991 року.
У 1990—1993 роках викладав в Інституті журналістики Вільнюського університету, в 1993—1995 роках — в Інституті міжнародних відносин і політичних наук Вільнюського університету.
У 1993—1996 роках — радник з питань зарубіжної політики Президента Литовської Республіки Альгірдаса Бразаускаса.
З серпня по жовтень 1995 року — член Сейму Литовської Республіки.
У 1996—2001 роках — надзвичайний та повноважний посол Литви у Великобританії.
Одночасно в 1997—1999 роках — надзвичайний та повноважний посол Литви в Португалії.
Одночасно в 1997—2001 роках — надзвичайний та повноважний посол Литви в Ірландії.
У 2002—2004 роках — віцеміністр (заступник міністра) закордонних справ Литовської Республіки.
З липня 2004 до червня 2014 року — член Європарламенту від Литви, заступник голови підкомітету з безпеки та оборони, член комітету із закордонних справ, член Делегації «ЄС—Росія» Комітету з парламентського співробітництва та делегації з відносин з Білорусією.
У 2009—2011 роках — заступник голови Соціал-демократичної партії Литви. З 2009 до 2012 року — член президії Партії європейських соціалістів.
Публікував статті з питань політичного та громадського життя у пресі різних країн, а також виступав з доповідями на міжнародних конференціях з питань європейської інтеграції, безпеки, регіонального співробітництва та інших питань. З 1996 року член Спілки журналістів Литви. 
Автор книг «Швейцарські піраміди» (1974), «Біля підніжжя Швейцарських пірамід» (1985), «Життя в трикутнику: Вільнюс-Брюссель-Страсбург» (2007), «Європа далека й близька» (2014) та «Литва очима могутніх світу 1988–1991». (2005), «Сігіта — дочка Юстаса, дружина Лаймонаса» (2006), «Листи двох поколінь до Європейського парламенту» (2008), «Я (не) емігрую! Чому я обрав це?» (2013).

## Нагороди, ранги та відзнаки
- кавалер офіцерського хреста ордена Полярної зірки (Швеція) (13.01.1996)
- командор ордена «За заслуги перед Литвою» (Литва) (2003)
- медаль Незалежності Литви (Литва) (2000)
- Надзвичайний та Повноважний Посол Литовської Республіки (1993)